# Legarda (cantante)
Fabio Andrés Legarda Lizcano (Popayán, Cauca; 18 de noviembre de 1989-Medellín, Antioquia; 7 de febrero de 2019), conocido artísticamente como Legarda, fue un cantante, compositor y youtuber colombiano.
Se dio a conocer en 2016 a través de su sencillo «La verdad», y posteriormente por sencillos como «Ya estoy mejor», del cual hizo una remezcla con el cantante Andy Rivera. Tenía una gran proyección internacional, colaboró con las cantantes peruanas Leslie Shaw y Daniela Darcourt.
Horas después de fallecer, como se tenía previsto se lanzó en YouTube el video musical de la canción «Nutella», en colaboración de Dejota 2021 y Ryan Roy. A menos de 20 horas de su publicación en YouTube el video alcanzó casi 2 millones de vistas. El estreno del tema, de Legarda, Dejota 2021 y Ryan Roy, estaba programado para ese día y hora y pese a los hechos trágicos que rodearon la muerte del artista, el lanzamiento se mantuvo. Una coincidencia desafortunada que fuera el mismo día en que Legarda falleció en Medellín.

## Biografía

### Inicios y carrera
Legarda nació el 18 de noviembre de 1989 en Popayán, Colombia, pero desde muy temprana edad se mudó a Atlanta, Estados Unidos. A los 11 años comenzó a dedicarse a la composición musical. Durante toda su carrera se presentó en más de 300 lugares en Estados Unidos y Colombia, incluyendo el Festival Latino de Atlanta. Tuvo el privilegio de compartir tarima con artistas de talla internacional como Pitbull y Don Omar.
Inició su formación musical a los 14 años con clases de canto en Jan Smith Studios y North Fulton escuela de Música en Atlanta. Su primer contacto con el público latino fue a los 11 años haciendo covers y remixes de música urbana, los cuales superaron los 5 millones de visitas en los sitios musicales de internet. Desde ese momento que comenzaron a abrírse las puertas en la escena musical y le permitió ser telonero en conciertos de J Balvin, Ñejo y Dálmata y J. Álvarez entre otros.
Por varios años estableció una importante relación musical para componer y producir múltiples proyectos con J.U.S.T.I.C.E. League, ganadores de Grammys y Billboard Awards. También compuso junto a Brandon Howard, una canción llamada “Necesito tu amor”
En cuanto a su trayectoria, bajo el respaldo de la firma Sony Music, Legarda presentó su primer sencillo “La Verdad” en el año 2016, una canción escrita por él junto a Mr. Jukeboxx y Dejota 2021, bajo los arreglos de Bryan Anzel y la producción musical de Dejota 2021. La mezcla estuvo a cargo del multi-platinum Tito Earcandy, tres veces ganador de premios Grammys,Tito es ingeniero de cabecera de Yandel y de un sinnúmero de artistas que acuden a su talento por el nivel de sonido como Janet Jackson, Beyonce, Keyshia Cole, Jason Derulo entre otros. Este tema, que junto a otras canciones como Mi Amor, No Tienes Novio, Necesito tu Amor, Party All Night, Odio el Amor y Soy Campeón, hicieron que se estuviera empezando a destacar en el género urbano. Alcanzó mayor popularidad por su participación en el programa de competencia de RCN Televisión MasterChef Celebrity. A raíz de su participación en dicho programa comenzó una relación con la también youtuber y cantante Luisa Fernanda W, con quien se dedicaba a componer sencillos.

### Muerte
Legarda falleció el 7 de febrero de 2019, mientras se movilizaba en un vehículo particular del servicio Uber por las calles del exclusivo sector de El Poblado, en Medellín, cuando quedó atrapado en un intento de robo a un vehículo que se encontraba al lado del Uber en donde el se dirigía a realizar varias diligencias personales. A quien pretendían robar en el vehículo de al lado era un escolta, que portaba un arma de fuego que usó para defenderse. El escolta les disparó a los delincuentes y, sin tener nada que ver con la situación que sucedía, Legarda recibió el impacto de una bala nueve milímetros en la cabeza mientras estaba inclinado mirando su celular. El cantante fue atendido en un inicio a la Clínica Medellín, pero como en este centro médico no contaban con la unidad de cuidados intensivos necesaria para atender la gravedad de la herida, fue trasladado a la clínica León XIII en donde informaron que Legarda ingresó con un diagnóstico de «daño cerebral muy severo». A las 4:50 p. m. entró en paro cardiorrespiratorio, y luego de varios intentos de reanimación, falleció a las 17:12 de ese mismo día.
El 10 de febrero de 2019, se realizó un homenaje al cantante en el Centro de Espectáculos La Macarena en Medellín el cual fue presentando por la youtuber Luisa Fernanda W y los familiares del cantante. Al evento asistieron varios Youtubers reconocidos y cantantes como Andy Rivera, Pasabordo y Pipe Bueno, entre otros, quienes ofrecieron un concierto en vivo en homenaje a Legarda. También se proyectaron en vivo varios mensajes emotivos de cantantes como Carlos Vives, Maluma, Sebastián Yatra y Karol G. Este homenaje fue denominado "Mas Sueños, Menos Balas" y asistieron unas 15.000 personas. Finalmente, el 12 de febrero de 2019 la Físcalía autorizó por parte de los padres del cantante, que se cremara el cuerpo para posteriormente ser llevado a Atlanta.

## Discografía

### Álbum póstumo
Legarda dejó algunas canciones casi listas que se terminarán de producir para un álbum póstumo que se lanzará en 2023, esto fue anunciado por sus hermanas Daniela y María Legarda a través de sus redes sociales. 

### Sencillos
| Vídeos musicales - «Anoche llame» (2023; Dejota 2021) - «Nutella» (2019; Ryan Roy, Dejota e Itzza Primera) - «Chevereando» (2019; Daniela Darcourt) - «11:11» (2018) - «Otra vez» (2018; Itzza Primera, Luisa Fernanda W, Dejota 2021, Ryan Roy) - «Modo avión» (2018; Diego Val, DJ Towa) - «Roma» (2018; Itzza Primera) - «Uber Sex» (2018; Dylan Fuentes) - «Necesito tu amor» (2017; B Howard, Brasco) - «Volverte a ver» (2017; Lesly Shaw) - «Ya estoy mejor» (Remix) (2016; Andy Rivera) - «La Verdad» (2016) | Canciones - «Anoche llame» (2023; Dejota 2021) - «Te encontraré» (2017) - «Libre» (2017; Mr. Jukeboxx) - «Hipnotizado» (2016; Mr. Jukeboxx) - «Mala es» (2016) - ‹‹Clavos›› (2016) |